# Souls of Black
Souls of Black es el cuarto álbum de estudio de la banda de thrash metal estadounidense Testament, lanzado en 1990.  

## Lista de canciones
- Todas las canciones escritas por Testament

1. "Beginning of the End" – 0:35
2. "Face in the Sky" – 3:53
3. "Falling Fast" – 4:05
4. "Souls of Black" – 3:22
5. "Absence of Light" – 3:54
6. "Love to Hate" – 3:40
7. "Malpractice" – 4:43
8. "One Man's Fate" – 4:49
9. "The Legacy" – 5:30
10. "Seven Days of May" – 4:40

## Créditos
- Chuck Billy – Vocales
- Alex Skolnick – Guitarra principal
- Eric Peterson – Guitarra rítmica
- Greg Christian – Bajo
- Louie Clemente – Batería

- Vocales de fondo adicionales de Mark Walters, Steve Quartarola, Bogdan Jablonski
- Grabado en Fantasy Studios, Berkeley, California, EE. UU.
- Producido por Michael Rosen y Testament
- Diseñado por Michael Rosen
- Asistente de diseño por Vincent Wojno
- Masterizado por Tom Coyne en Hit Factory, Ciudad de Nueva York, EE.UU
- Portada delantera pintada por William Benson

## Posición en las listas musicales
Álbum - Billboard (Estados Unidos)
| Año  | Lista         | Posición |
| ---- | ------------- | -------- |
| 1990 | Billboard 200 | 73       |

- Datos: Q647244